# Spaelotis restricta
Spaelotis restricta là một loài bướm đêm trong họ Noctuidae.